# Kalisat (Bungkal)
Kalisat is een bestuurslaag in het regentschap Ponorogo van de provincie Oost-Java, Indonesië. Kalisat telt 1837 inwoners (volkstelling 2010).